# Josef Roth (Fussballspieler)
Josef «Sepp» Roth (geboren am 11. November 1959 in Zürich) ist ein ehemaliger Schweizer Fussballspieler.

## Karriere
Josef Roth durchlief die Junioren des FC Zürich-Affoltern und spielte in deren 1. Mannschaft von der Saison 1977/78 an bis 1981 – zuerst in der 3., danach in der 2. Liga.
1981 wechselte er zum FC Winterthur in die Nationalliga B. In seiner ersten Saison bei Winterthur, bei dem er meist als Joker eingesetzt wurde, kam er bei 22 Einsätzen auf sieben Toren – der FC Winterthur stieg Ende Saison in die Nationalliga A auf. In seiner ersten NLA-Saison mit dem FC Winterthur kam er auf drei Tore in 18 Spielen, und der FCW stieg wieder in die zweithöchste Liga ab – beim direkt darauf folgenden Wiederaufstieg trug er neun Tore in 26 Spielen bei.
Danach verliess er Winterthur und wechselte zum FC Wettingen, wo er zwei Saisons für die Aargauer spielte. Danach wechselte er wieder zurück in die Eulachstadt zum erneut aus der NLA abgestiegenen FC Winterthur und blieb dort während zwei weiterer Saisons. Die nächste Station seiner Karriere war danach der Luzerner Vorortsverein und Ligakonkurrent FC Emmenbrücke. Im Sommer 1990 wechselte er zum drittklassigen FC Brüttisellen in die 1. Liga. Dort verhalf er den Zürchern als Torschützenkönig mit 16 Treffern zum Aufstieg in die Nationalliga B. Nach einer halben Saison in der Nationalliga B beendete er nach gespielter Hinrunde seine Karriere in der Nationalliga. Seine letzte Station als Spieler war der FC Frauenfeld.
Nach seiner Aktivkarriere war er Trainer diverser im Regionalfussball tätiger Vereine in der Region Winterthur. Von Frauenfeld kommend, wurde er 1994 zuerst Spieler-Trainer des FC Töss. Von Töss wechselte er 1997 zum FC Räterschen und nochmals später zum FC Kollbrunn-Rikon, denen er je fünf Jahre treu blieb und 2000/01 zum Aufstieg in die 3. Liga verhalf. Danach war er 2007 bis 2017 Trainer der 2. Mannschaft des FC Phönix Seen. Danach übernahm er die 1. Mannschaft des SC Aadorf, wo er jedoch nach einer halben Saison und vier Tage vor Beginn der Rückrunde bereits wieder gehen musste.

## Privates
Sein Sohn Julian Roth spielt beim FC Winterthur in der Challenge League.